# Главная река

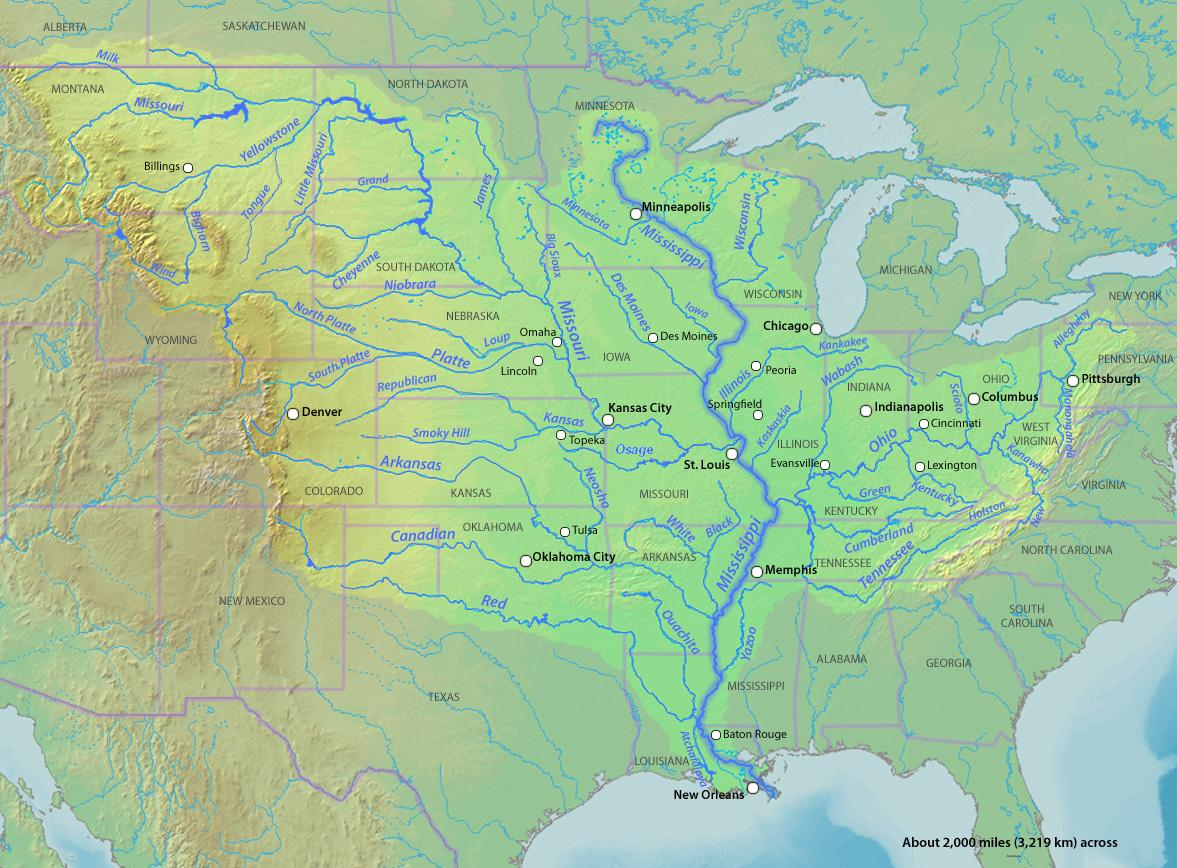
Бассейн реки Миссисипи, главная река выделена тёмно-синим цветом.

Главная река, основная река — гидрологический термин, означающий основной водоток речной системы, впадающий в приёмный бассейн, либо, в пустынях и болотах, теряющая течение. В речном бассейне главная река определяется путём определения порядка рек и вычленения из них первого, от которого река получит наибольшую длину и наивысший порядок. Как правило, главная река — крупнейшая и по размеру, и по водоносности.